# 熊野村 (広島県)
熊野村（くまのむら）は、広島県沼隈郡にあった村。現在の福山市の一部にあたる。

## 地理
- 河川：論田川[2]

## 歴史
- 1889年（明治22年）4月1日、町村制の施行により、沼隈郡熊野村が単独で村制施行し、熊野村が発足[1][2]。
- 1919年（大正8年）沼隈郡内に大洪水発生[2]。
- 1920年（大正9年）沼隈郡内に大洪水発生し、熊野村に被害が集中[2]。
- 1956年（昭和31年）9月30日、福山市に編入され廃止[1][2]。

### 地名の由来
熊野神社、熊ケ峰などの故事に由来。

## 産業
- 農業、畳表[2]